# Galleria civica d'arte moderna e contemporanea
La Galleria civica d'arte moderna e contemporanea di Torino (anche conosciuta con l'acronimo di GAM Torino) è un museo di arte moderna e contemporanea che si trova in Via Magenta, 31 (quartiere Crocetta), nella Circoscrizione 1 di Torino, in Italia. Fu fondata attorno al 1891-95. Ospita le collezioni artistiche permanenti dell'Ottocento e del Novecento.
Fa parte della Fondazione Torino Musei, che comprende anche il MAO (Museo d'Arte Orientale), Palazzo Madama e Casaforte degli Acaja (Museo Civico d'Arte Antica), il Borgo e la Rocca medievali.

## Storia

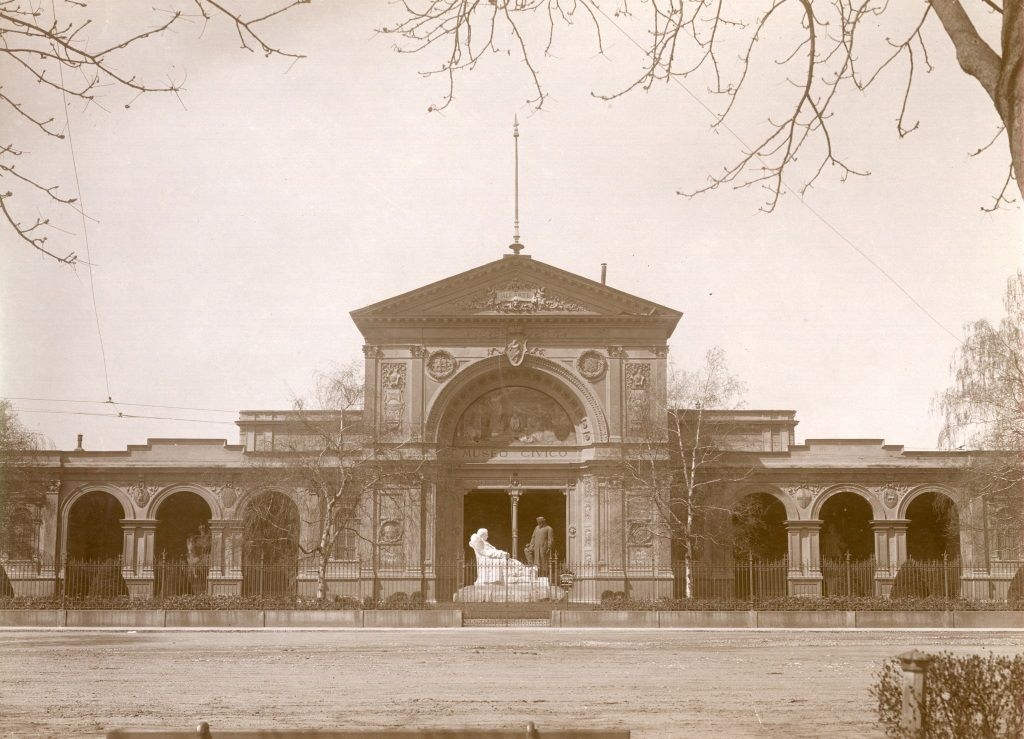
Il vecchio padiglione distrutto durante la seconda guerra mondiale

La collezione di arte moderna da parte della città di Torino ebbe inizio fin dalla fondazione del Museo Civico nel 1863, prima città in Italia a promuovere una raccolta pubblica di arte moderna. Tale collezione stava con le raccolte di Arte Antica in un edificio presso la Mole Antonelliana, dal 1934 spostate a Palazzo Madama.
Dal 1895 al 1942 fu esposta in un padiglione in corso Siccardi (ora corso Galileo Ferraris) che rimase distrutto durante i bombardamenti angloamericani durante la II Guerra Mondiale.

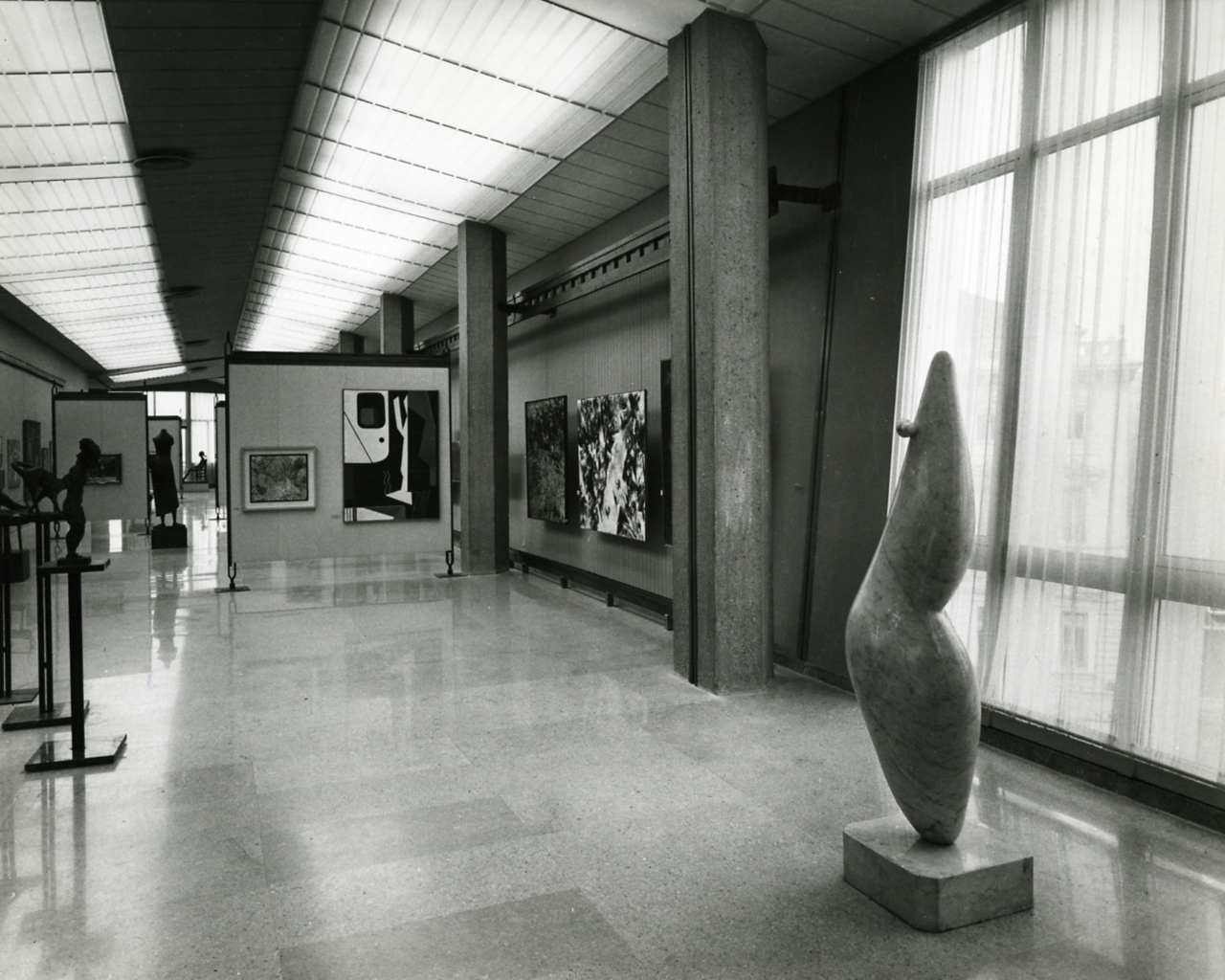
La galleria nel 1959, anno dell'inaugurazione del nuovo edificio

Nello stesso luogo, iniziò la costruzione dell'edificio progettato da Carlo Bassi e Goffredo Boschetti che venne inaugurato nel 1959. La collezione di arte moderna venne spostata nei due piani della nuova costruzione, per volere del direttore Vittorio Viale.
Negli anni Ottanta il palazzo fu dichiarato inagibile e riaprì dopo una lunga e complicata serie di restauri nel luglio 1993.

### Allestimento
Nel 2009 la collezione è stata riorganizzata, non seguendo più la successione cronologica delle opere esposte bensì una trama logica di Veduta, Genere, Infanzia e Specularità.
In seguito alla nuova riorganizzazione del 2013, in occasione del 150º anniversario delle collezioni GAM, sono stati istituiti i percorsi Infinito, Velocità, Etica e Natura. Il patrimonio della galleria si compone di oltre 47.000 opere tra dipinti, sculture, installazioni e video. Nei sotterranei inoltre sono ospitati importanti rassegne ed è disponibile una ricchissima videoteca.

## Servizi
È possibile la prenotazione per i gruppi e le scolaresche. Sono presenti diversi laboratori didattici, una sala conferenze, una biblioteca, un archivio fotografico, una libreria a tema e una caffetteria.

## Parlare alla GAM
Nel 2016 la Direttrice Carolyn Christov-Bakargiev ha inaugurato "Parlare alla GAM" un programma partecipativo che invita le persone ad esporre un progetto personale sull’opera all’aperto “Anni Luce” (chiamata comunemente Arena Paolini) di Giulio Paolini. Tra i partecipanti si segnalano l’artista Braco Dimitrijević, il Critico d’arte e Curatore Achille Bonito Oliva , lo scrittore e critico d’arte Roberto Brunelli.

## Collegamenti
- M1 È raggiungibile dalla fermata Re Umberto M1 della Metropolitana di Torino.

## Principali opere

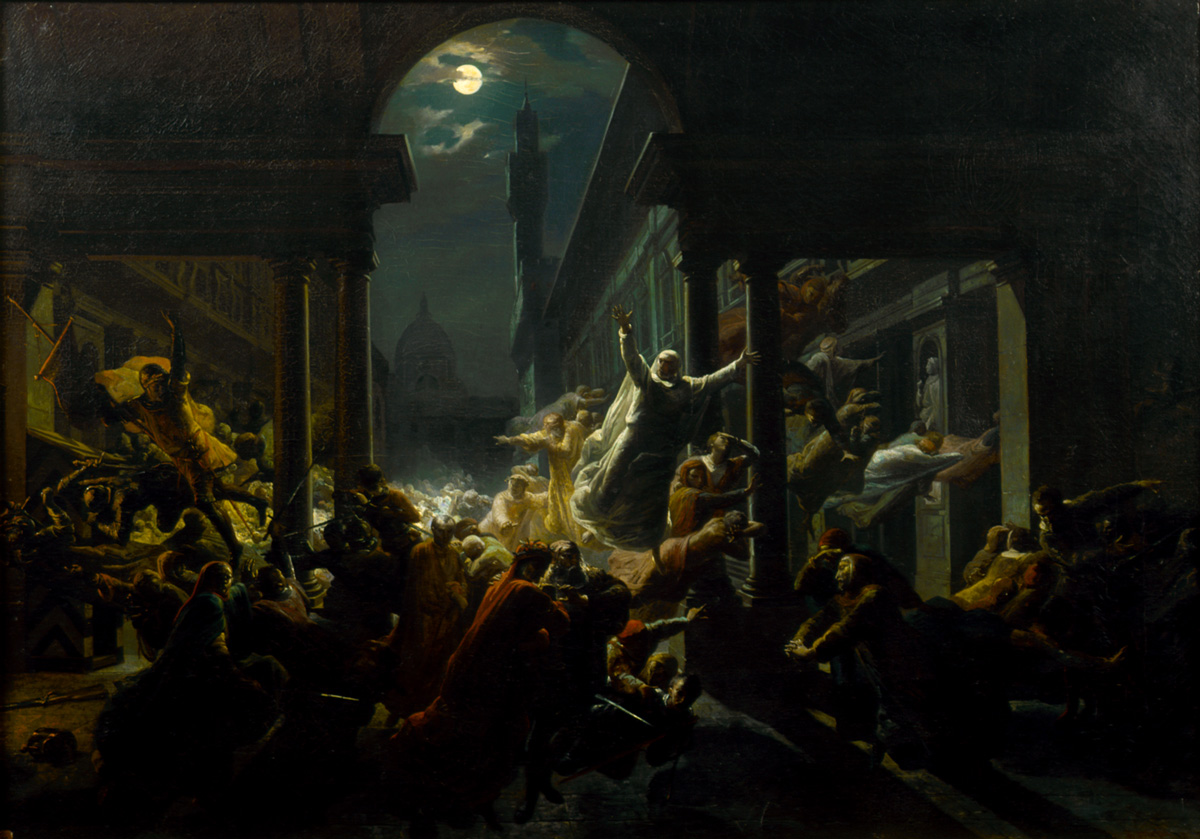
Eugenio Agneni - Le ombre dei grandi uomini fiorentini che protestano contro il dominio straniero

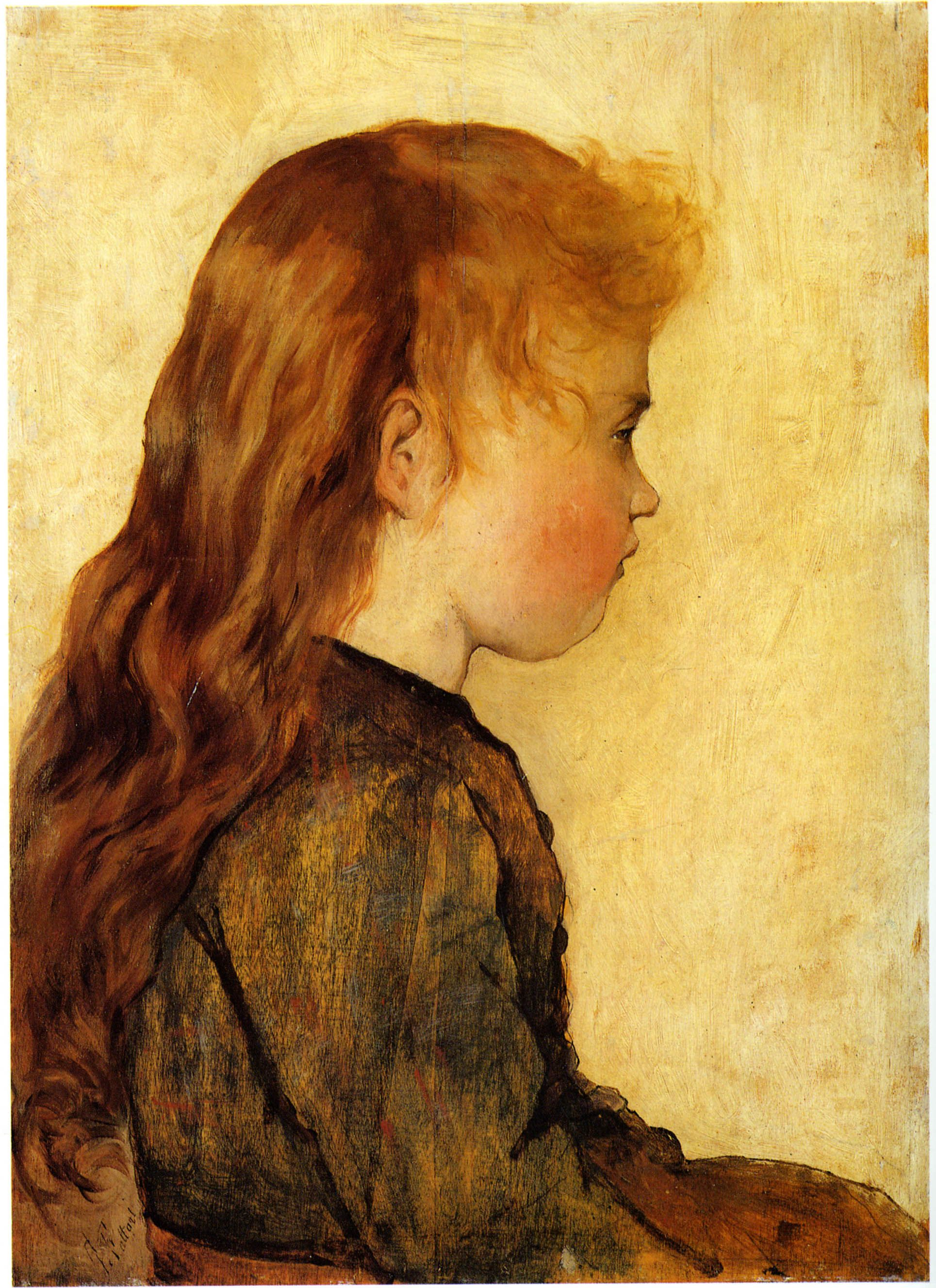
Gotine rosse di Giovanni Fattori

Raccoglie opere d'arte dell'Ottocento e del Novecento tra cui spiccano lavori di Antonio Canova, Giovanni Fattori, Silvestro Lega, Giuseppe Pellizza da Volpedo, Antonio Fontanesi, Giacomo Grosso, Cesare Saccaggi, Antonio Mancini, Giacomo Balla, Fortunato Depero, Filippo de Pisis, Demetrio Cosola, Mario Tozzi, Paul Klee, Amedeo Modigliani, Pablo Picasso, Andy Warhol, Giorgio De Chirico, Lucio Fontana, Angelo Savelli, Dadamaino, Felice Casorati, Carlo Levi, Pinot Gallizio, Nino Franchina e Domenico Valinotti.